# 타오위안 시티 스타디움

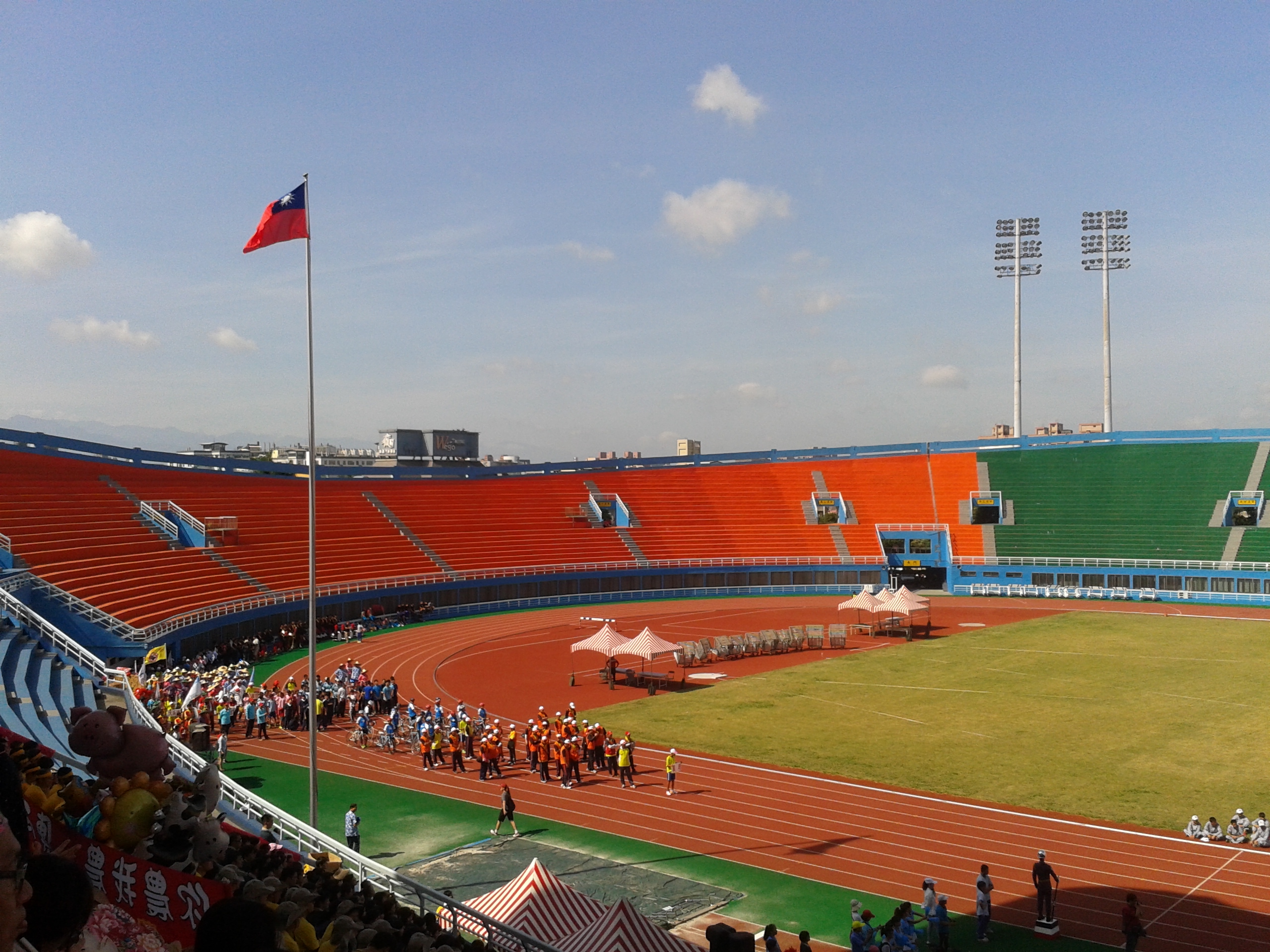

타오위안 시티 스타디움(타오위엔 시티 스타디움, Taoyuan City Stadium, 중국어: 桃園市立體育場)은 타이완 타오위안시 타오위안구에 위치한 다목적 스타디움이다. 현재 대부분 축구 경기용으로 사용되며 육상경기용 트랙도 있다. 이 스타디움의 가용 인원 수는 30,000명이다.

## 역사
이 스타디움은 1993년 타오위안 카운티 스타디움(Taoyuan County Stadium, 타오위엔 카운티 스타디움, 중국어: 桃園縣立體育場)으로 설립되었다. 2014년 타오위안 시티 스타디움으로 변경되었다.